# Zakaria Melhaoui
Zakaria Melhaoui, né le 18 juillet 1984 à Oujda (Maroc), est un footballeur international marocain. Il évolue au poste de latéral droit à l'Ittihad de Tanger.

## Biographie
Il est sélectionné à deux reprises en sélection marocaine en 2012.
1. 29/06/2012 Yemen - Maroc Jeddah 0 - 4 Coupe Arabes
2. 03/07/2012 Irak - Maroc Jeddah 1 - 2 ½ Finale Coupe Arabes

## Palmarès
Moghreb de Tetouan
- Championnat du Maroc
  - Vainqueur en 2012
  - Vainqueur en 2014
- Tournoi Antifi
  - Vainqueur en 2012

 Maroc
- Coupe arabe des nations de football
  - Vainqueur en 2012